# Julian Chela-Flores
Julián Chela-Flores (Caracas, 13 de junio de 1942) es un astrobiólogo y físico venezolano. Es conocido por sus contribuciones al campo de la habitabilidad planetaria.

## Biografía

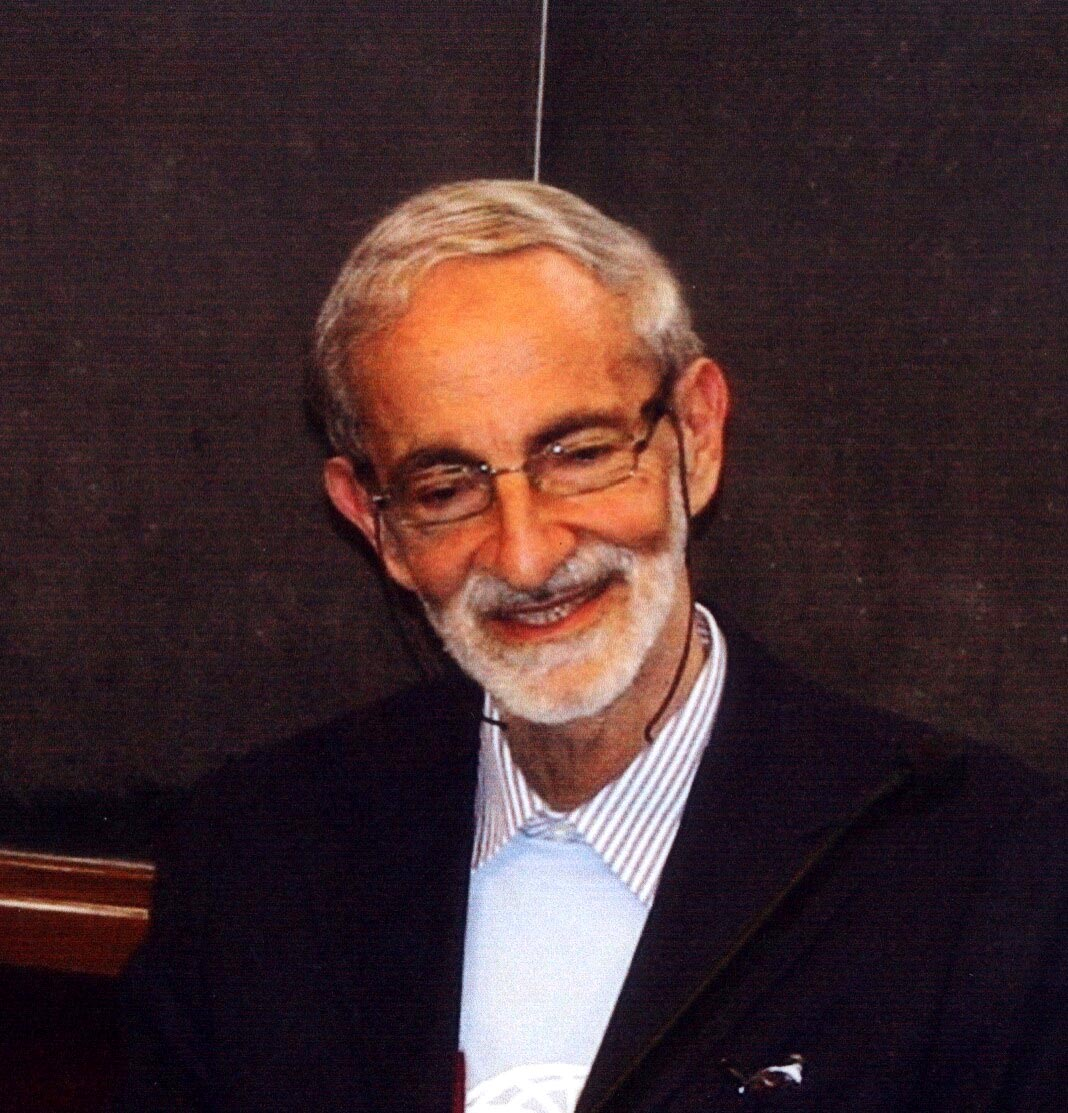
Julian Chela-Flores en 2008.

Su padre, Raimundo Chela, matemático de familia libanesa, incentivó sus estudios en ciencias, mientras que su madre despertó su interés por las humanidades. Vivió en Inglaterra donde estudió en la Universidad de Londres, obteniendo un doctorado en Mecánica Cuántica en 1969. Su campo de investigación es la astrobiología, es decir, la ciencia del origen, evolución, distribución y destino de la vida en el universo, especialmente vida en Europa, el satélite joviano.
Desde 1971 hasta 1990 se desempeñó continuamente en asuntos académicos, especialmente en investigación en el Centro de Física del Instituto Venezolano de Investigaciones Científicas (Investigador Titular 1978) y en el Departamento de Física de la Universidad Simón Bolívar (Profesor Titular 1980), ambos en Caracas. Es Profesor Titular ad honorem en el Instituto de Estudios Avanzados (IDEA, Caracas) habiendo sido cofundador de IDEA en 1980. Desde 1994 es Miembro Asociado del Instituto de Estudios Avanzados de Dublín.
Su primer contacto con el Centro Internacional de Física Teórica de Trieste (ICTP, que ahora lleva el nombre de su Director Fundador, el Premio Nobel Abdus Salam) tuvo lugar durante la inauguración de su Campus de Miramar y en el Simposio de Física Contemporánea de Trieste (junio de 1968).
Estos dos eventos fueron peldaños para una colaboración perenne con el progreso de la investigación y el desarrollo, especialmente en las naciones emergentes: OIEA Fellow 1971, y en varias ocasiones Miembro Asociado (1972-1981) y Científico Visitante (1982-1990). De 1990 a 2014 fue científico residente en el ICTP: Consultor Científico (1990-1996) y Staff Associate (1996-2014). Ahora continúa su investigación como Científico Visitante en el ICTP.